# Club Athletico Paulistano
El Club Athletico Paulistano es un club polideportivo brasileño con sede en el barrio de Jardim América en la ciudad de São Paulo.

## Historia
El club fue fundado el 29 de diciembre de 1900.

## Palmarés
- 1 vez campeón de la Liga de Brasil de waterpolo masculino (1991)
- Campeón del Campeonato Paulista de Fútbol (1905 1905, 1908, 1913, 1916, 1917, 1918, 1919, 1921, 1926, 1927 e 1929)

## Tenis

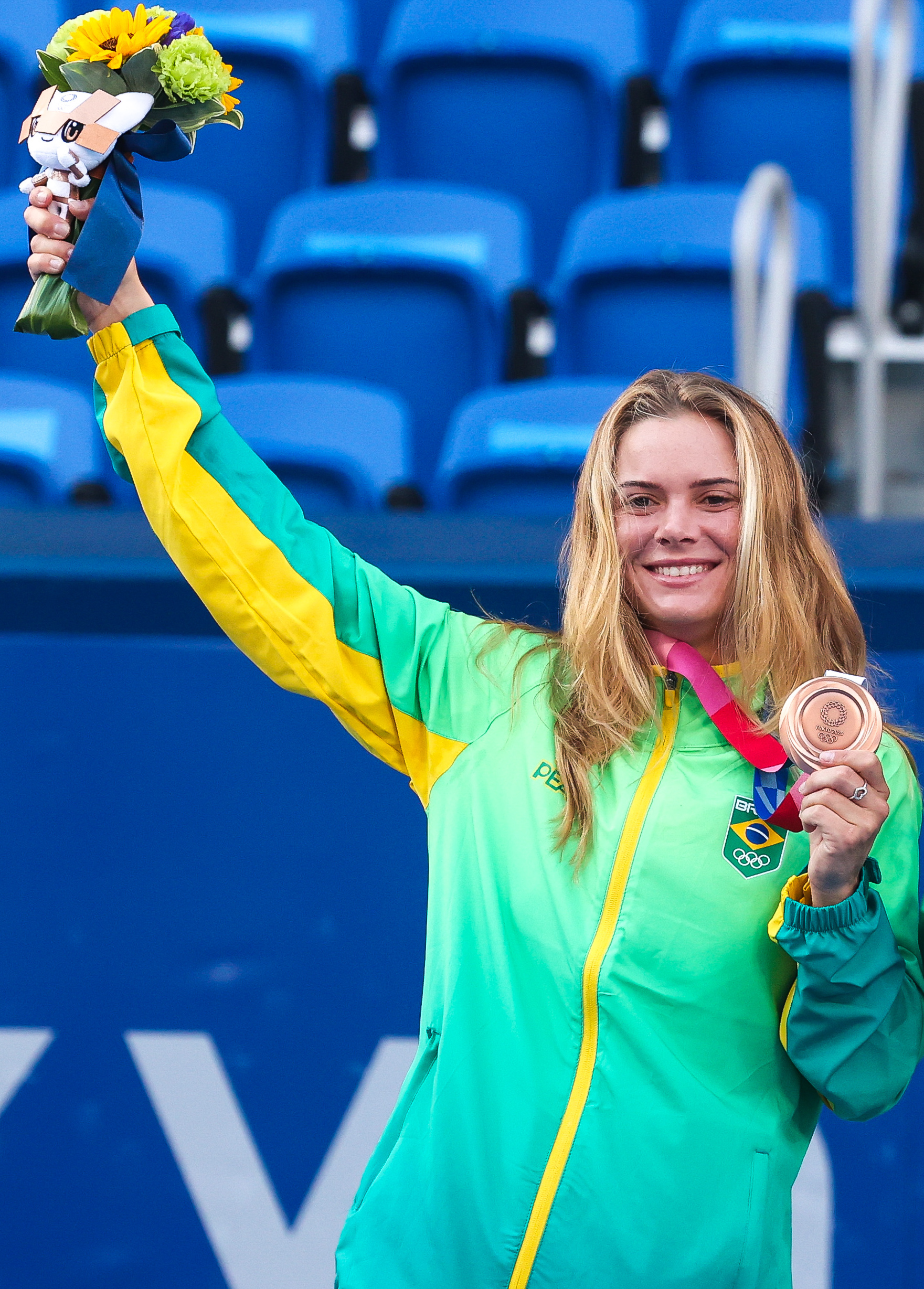
Laura Pigossi durante los Juegos Olímpicos de Verano de Tokio 2020

Otro deporte destacado es el tenis, que ha dado a conocer varios nombres prominentes a lo largo de su historia, como Nelson Cruz, uno de los jugadores de Brasil en la primera participación del país en la Copa Davis; Armando Vieira, uno de los pioneros en competir internacionalmente e introducir técnicas extranjeras en el tenis brasileño; Cecy Carvalho, campeona de São Paulo y de Brasil, quien fue capitana del equipo de élite del CAP durante trece años consecutivos; y Laura Pigossi, miembro del club que, junto a Luisa Stefani, ganó la primera medalla olímpica en la historia del tenis para Brasil en los Juegos Olímpicos de Tokio 2020. Además, Pigossi comenzó su formación tenística en Paulistano.